# Centrum Kulturalno-Kongresowe Jordanki

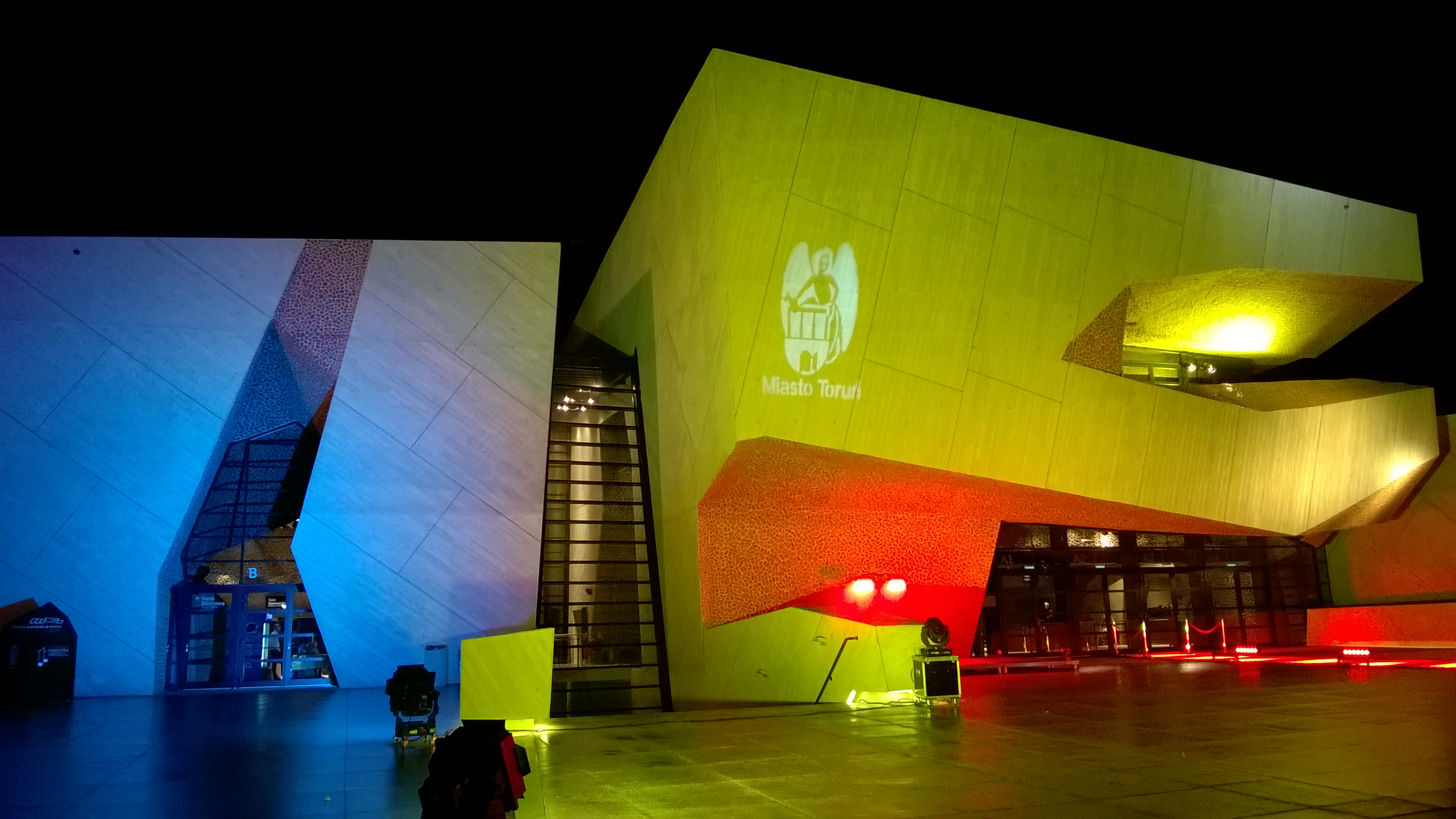
Centrum Kulturalno-Kongresowe Jordanki w dniu otwarcia (12 grudnia 2015)

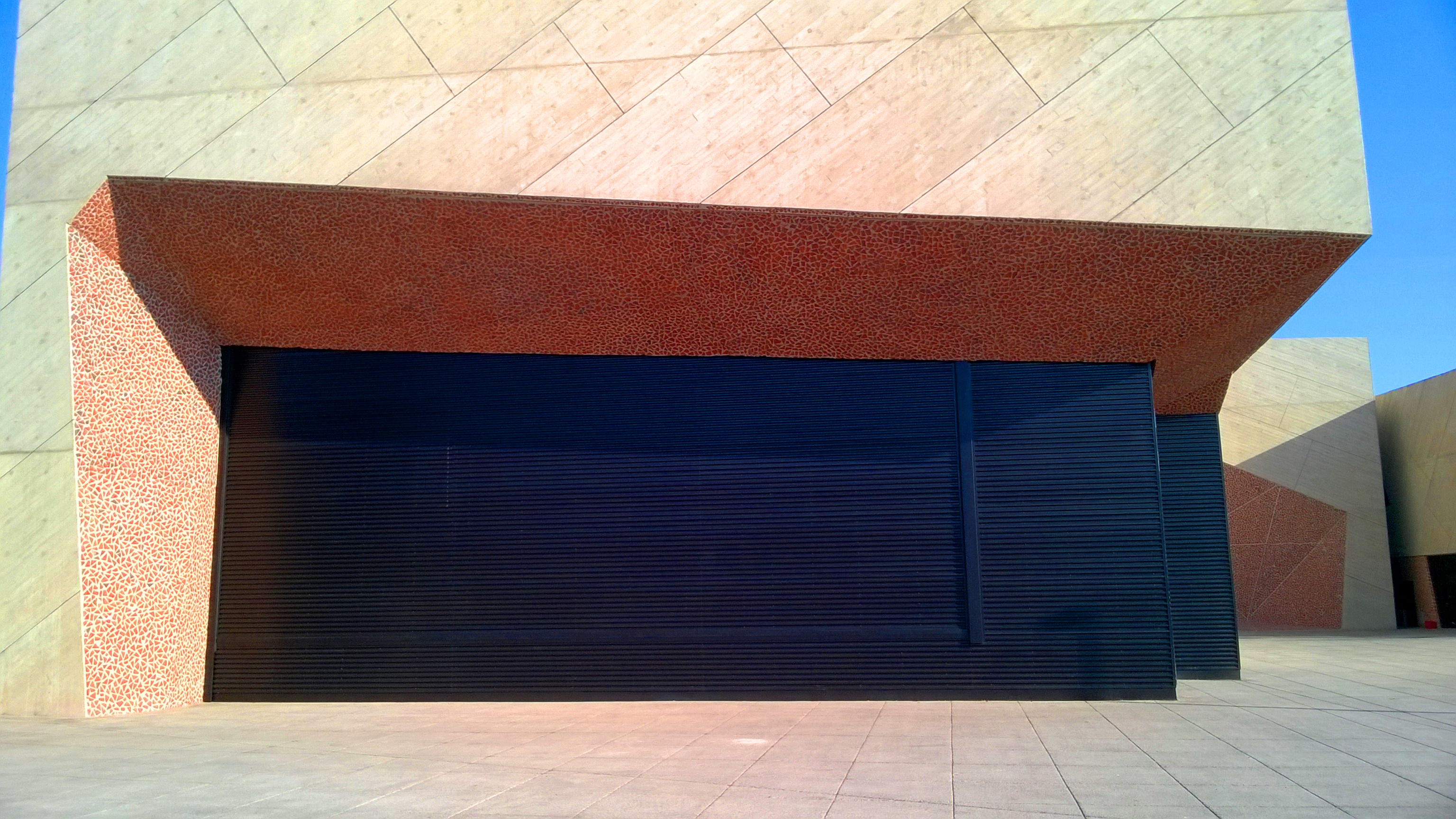
Scena plenerowa

Centrum Kulturalno-Kongresowe Jordanki (CKK Jordanki) – wielofunkcyjna sala koncertowo-kongresowa w Toruniu. Oficjalne otwarcie obiektu nastąpiło 12 grudnia 2015 roku. Znajduje się przy alei Solidarności 1-3.
Centrum to jest siedzibą Toruńskiej Orkiestry Symfonicznej.

## Statystyka
W pierwszym roku działalności Centrum to odwiedziło ok. 140 tys. widzów. Odbyło się w nim 91 koncertów, 42 spektakle (od teatralnych po baletowe) i 43 konferencje. Ponadto w Centrum zorganizowano 14 gali, 28 specjalistycznych szkoleń, 19 spotkań biznesowych i politycznych, 8 festiwali oraz dwa kabarety.

## Projekt
W 2008 roku, spośród 22 projektów zgłoszonych do międzynarodowego konkursu na Salę Koncertową w Toruniu, wybrano koncepcję autorstwa hiszpańskiego architekta Fernando Menisa, założyciela pracowni „MenisArquitectos S.L.P.”. Jury, w skład którego wchodzili m.in. przedstawiciele Stowarzyszenia Architektów Polskich, doceniło oryginalną rzeźbiarską formę, innowacyjne rozwiązania akustyczne -  za pomocą ruchomych sufitów, oraz możliwość wielofunkcyjnego wykorzystania obiektu.
Koncepcja Fernando Menisa uzyskała uznanie na forum ogólnopolskim i międzynarodowym. Projekt sali na Jordankach otrzymał w 2010 roku nagrodę na Festiwalu Architektury Światowej (WAF) w Barcelonie jako najlepszy kulturalny obiekt przyszłości. Miesięcznik „Architektura-Murator” zaliczył projekt Fernando Menisa do 25 najlepszych architektonicznych obiektów zrealizowanych w Polsce po 1989 roku. W grudniu 2014 roku projekt podkonstrukcji stalowej sali zdobył pierwsze miejsce w kategorii Inżynieria w międzynarodowym konkursie Tekla Global Bim Awards 2014.

## Budynek
W budynku Centrum mieszczą się sala Koncertowa i Sala Kameralna. Pierwsza zajmuje powierzchnię 1012 m² i może pomieścić 882 widzów. W drugiej sali, o powierzchni 315 m², znajdą się miejsca dla 287 widzów. Obie sale można łączyć ze sobą.
Bryła budynku otoczona jest zielenią. Obiekt posiada pięć kondygnacji nadziemnych oraz jedną podziemną. Powierzchnia netto całości wynosi 18 584,77 m². Kubatura budynku to 158 183,01 m³ (części nadziemnej 106 375 m³ oraz podziemnej 51 808,01 m³).
Główna sala koncertowa jest najbardziej charakterystyczną bryłę budynku i zarazem największym z modułów. Posiada ona widownię, rozmieszczoną na kilku poziomach, w celu uzyskania atrakcyjnych punktów obserwacyjnych. Główna scena, przewidziana dla orkiestry – ma możliwość otwarcia się na zewnętrzny plac zlokalizowany od strony tylnej elewacji i organizacji koncertów plenerowych. Akustyka sali może być zmieniana w zależności od mającego w niej miejsce wydarzenia muzycznego, za pomocą ruchomych sufitów. Co więcej przestrzeń sali może być dowolnie kształtowana dzięki mobilnej widowni, co umożliwia organizację dużych koncertów stojących np. muzyki rockowej. Duża sala może być połączona z salą kameralną za pomocą przesuwnej ściany.
Bryła sali charakteryzuje się rzeźbiarską formą. Z zewnątrz w większości pokryta jest jasnym betonem, który jest w niektórych miejscach „pęknięty” tak by odsłonić wnętrze utrzymane w ceglanej kolorystyce, za sprawą okładziny pikado. Pikado to konglomerat betonu z dodatkiem kruszywa melafirowego i cegły o charakterystycznej czerwonej barwie, skuwany po utwardzeniu. Właśnie okładzinami pikado jest wyłożona większa część kompleksu. W ten sposób projektant sali, nawiązuje do gotyckiej zabudowy, która jest architektoniczną i historyczną wizytówką Torunia.
Wykonawcą sali na Jordankach było konsorcjum Mostostalu Warszawa S.A. (lider) oraz Acciony Infrastruktura S.A. (partner).
Całkowita wartość projektu wynosiła 224.769.739.24 zł. Budowa sali na Jordankach znajdowała się na Indykatywnym Wykazie Projektów Kluczowych Regionalnego Programu Operacyjnego Województwa Kujawsko-Pomorskiego na lata 2007–2013 i została dofinansowana z Europejskiego Funduszu Rozwoju Regionalnego (46.877.670,00 zł) oraz budżetu państwa (8.272.530 zł).

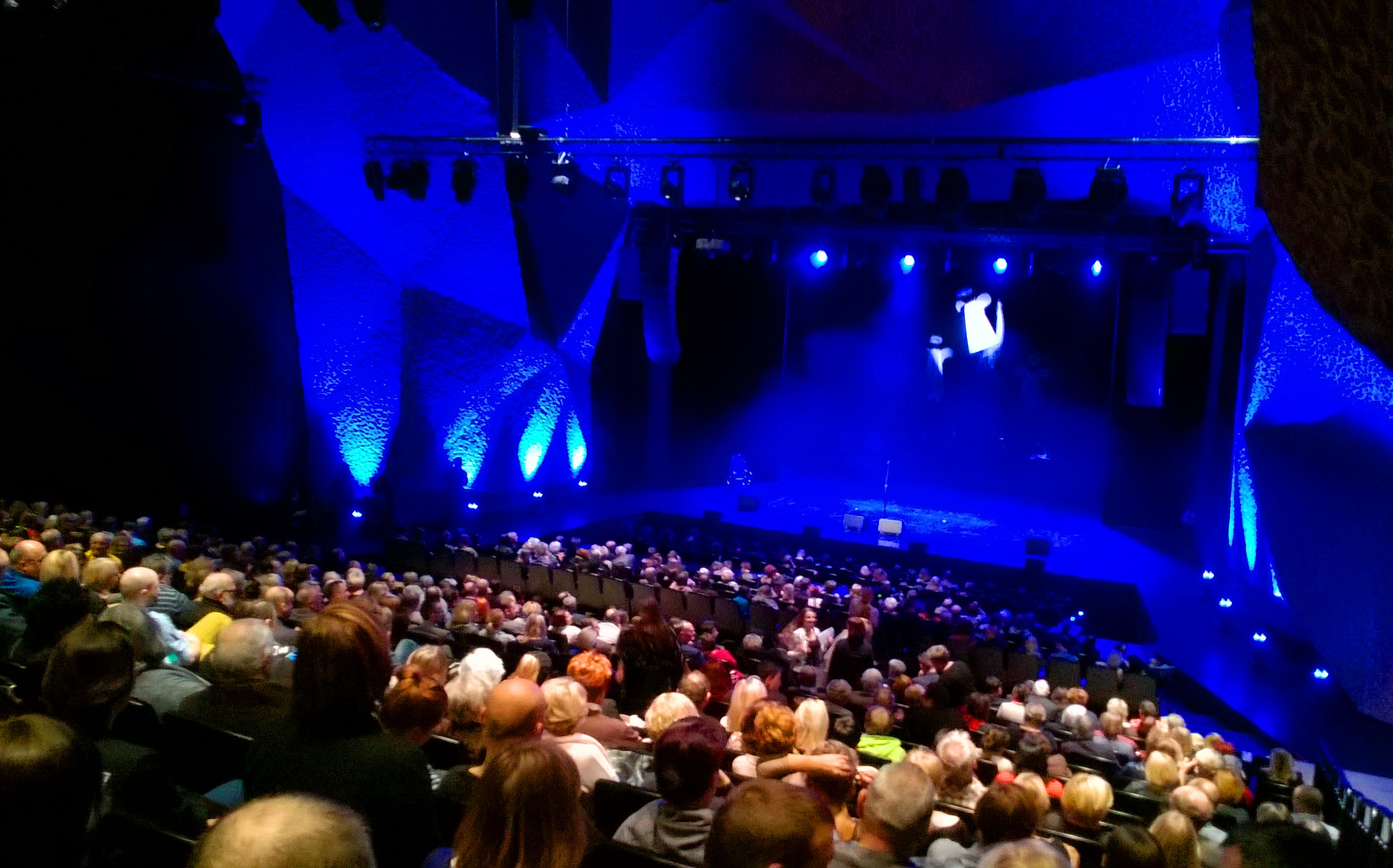
Sala Koncertowa, scena
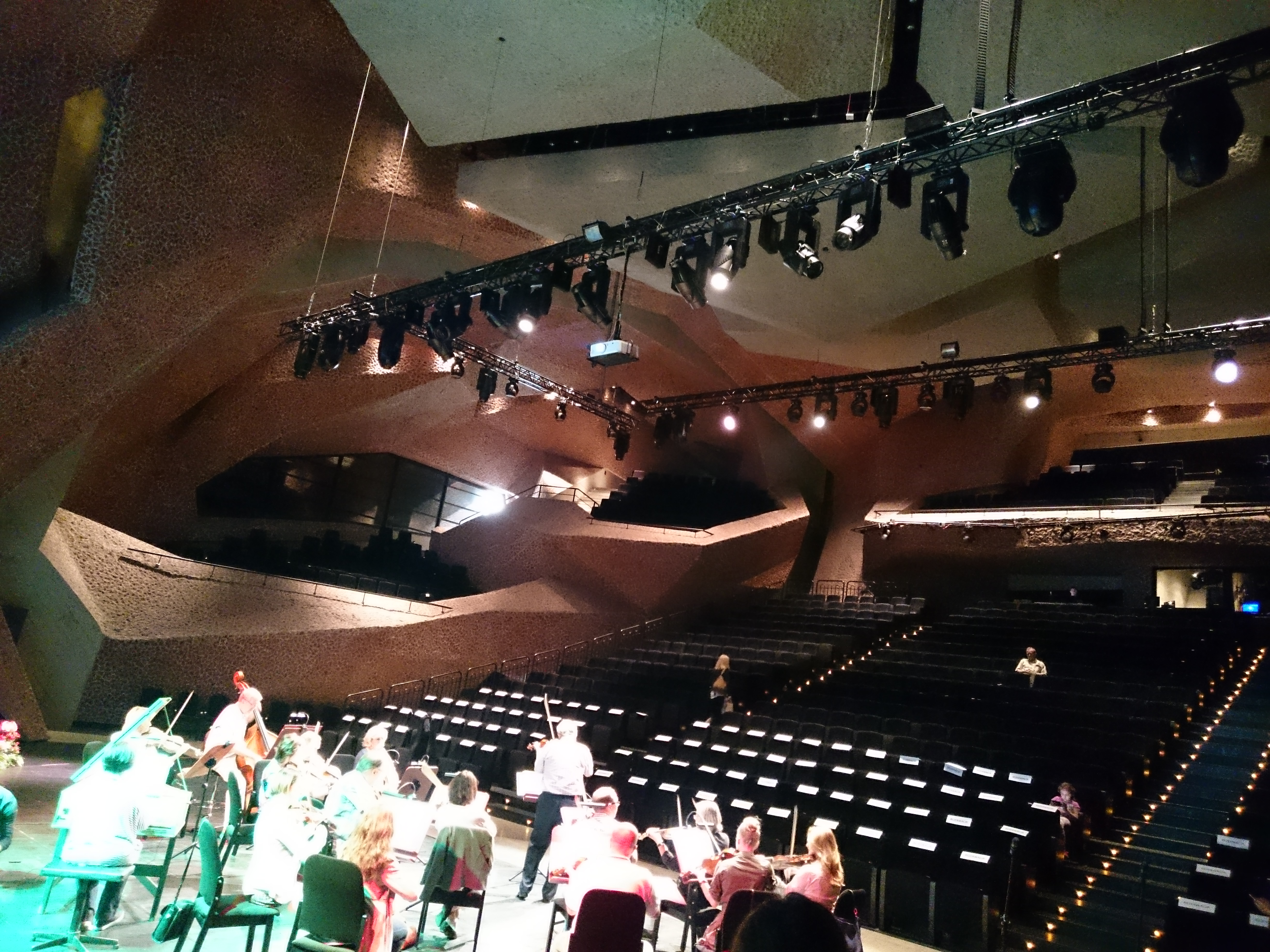
Sala Koncertowa, widownia
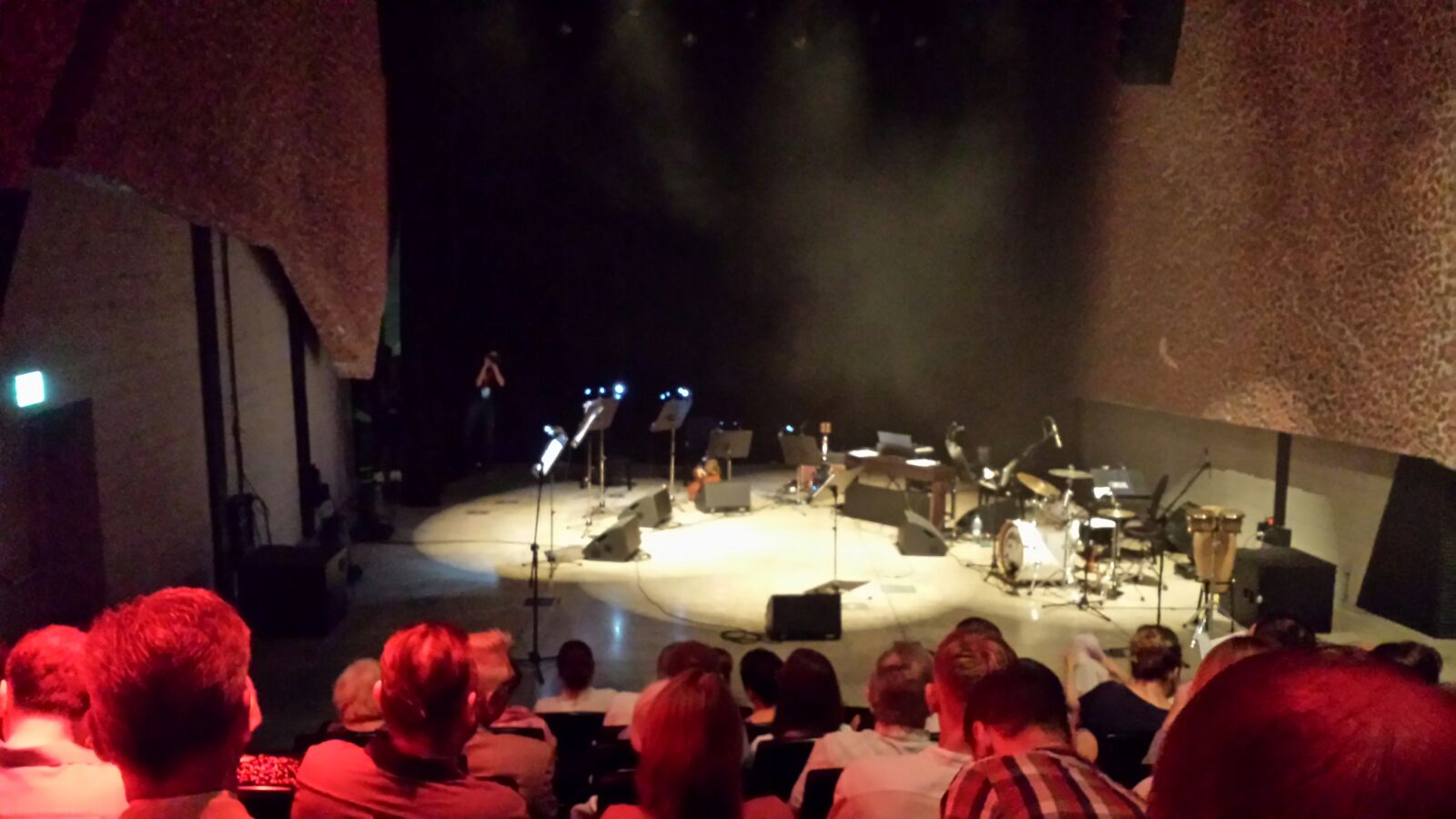
Sala Kameralna
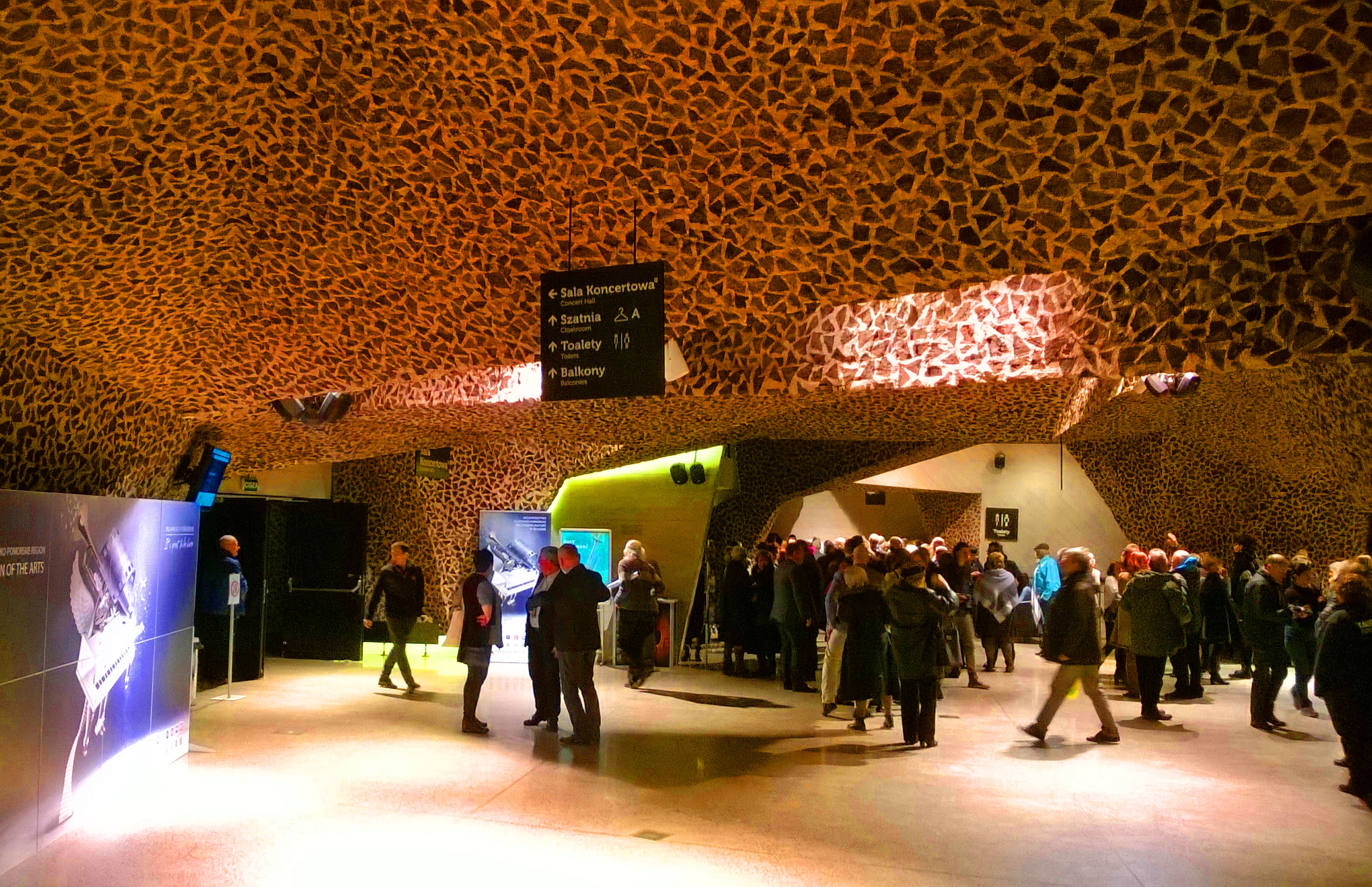
Foyer

15 grudnia 2016 roku odsłonięto instalacje artystyczną autorstwa Małgorzaty Mikielewicz poświęconą Grzegorzowi Ciechowskiemu, a plac przed głównym wejściem do sali koncertowej nazwano jego imieniem.
CKK Jordanki było wielokrotnie nagradzane. Czasopismo „National Geographic” nadało centrum tytuł „Jeden z siedmiu Nowych Cudów Polski”. Obiekt nagrodziły również m.in. Stowarzyszenie Architektów Polskich, miesięcznik „Builder” i tygodnik „Polityka”.

## Spółka
Budowę sali koncertowo-kongresowej powierzono spółce celowej pod nazwą Centrum Kulturalno-Kongresowe Jordanki sp. z o.o. Realizacja inwestycji przez spółkę umożliwia odliczenie podatku VAT. Została ona utworzona 18 kwietnia 2013 roku przez prezydenta Miasta Torunia Michała Zaleskiego.